# Bosanski Lonac

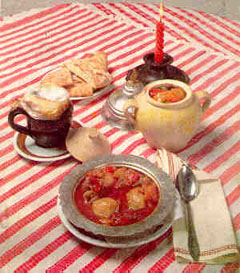
Bosanski Lonac

Bosanski Lonac (deutsch bosnischer Topf) ist ein Eintopf und gehört zu den Nationalgerichten von Bosnien und Herzegowina. Es gibt viele Arten, den Bosanski Lonac zuzubereiten, aber die Hauptzutaten jedes Rezepts sind meist dieselben: Fleisch und verschiedenes Gemüse. Dieses Gericht ist schon vor hunderten Jahren auf den Tischen von Armen und Reichen gewesen. Die Reichen verwendeten mehr Fleisch und kostspieligere Zutaten, während die Armen das verwendeten, was sie gerade zur Hand hatten (meistens verschiedenes Gemüse und Gewürze).
Die typischen Bestandteile eines Bosanski Lonac sind: Rindfleisch, Lammfleisch, Kohl, Kartoffeln, Tomaten, Karotten, Petersilie, Knoblauch und ganze Pfefferkörner.
Das Hauptkonzept des Bosanski Lonac ist, Fleisch und Gemüse in mehreren Schichten in einen Topf einzulegen (eine Schicht Fleisch, dann eine Schicht Gemüse, die Schichten wechseln sich ab, bis der Topf voll ist), und dann mit ein bis zwei Dezilitern Wasser oder Weißwein aufzufüllen. Die Zutaten werden in großen Stücken in den Topf gegeben. Ursprünglich wurde Bosanski Lonac in einem keramischen Topf gekocht, der dann ins offene Feuer gestellt wurde, aber da beides heute in kaum einem Haushalt vorhanden ist, wird ein normaler tiefer Topf und ein normaler Backofen benutzt. Da die Fleisch- und Gemüsestücke ziemlich groß geschnitten sind, dauert es ungefähr vier Stunden, bis das Gericht fertig ist.

## Ähnliche Gerichte
- Irish Stew (Irland)
- Nikujaga (Japan)
- Pichelsteiner (Deutschland)